# Gentoo/FreeBSD
Gentoo/FreeBSD jest uniksopodobnym systemem operacyjnym tworzonym przez autorów Gentoo Linux, w celu przeniesienia ważniejszych mechanizmów Gentoo, takich jak Portage do systemu FreeBSD. Gentoo/FreeBSD jest częścią większego projektu o nazwie Gentoo/*BSD.
Logo projektu jest zdemonizowaną literą „G” znaną z loga systemu Gentoo, zainspirowaną przez Daemona BSD. Zostało zaprojektowane przez Maruisa Morawskiego.